# هنري راسيل (عداء سريع)
هنري راسيل (بالإنجليزية: Henry Russell)‏ هو عداء سريع أمريكي، ولد في 15 ديسمبر 1904 في بوفالو في الولايات المتحدة، وتوفي في 9 نوفمبر 1986 في وست تشستر ‏ في الولايات المتحدة.

## وصلات خارجية
- هنري راسيل على موقع اللجنة الأولمبية الدولية (الإنجليزية)
- هنري راسيل على موقع أوليمبيديا (الإنجليزية)